# Fedor Schneider
Fedor Heinrich Gustav Hermann Schneider (* 24. Juli 1879 in Hausdorf, Kreis Neurode, Provinz Schlesien; † 27. Februar 1932 in Frankfurt am Main) war ein deutscher Historiker.
Der Sohn eines Fabrikbesitzers war schlesischer Herkunft. Er besuchte ab Ostern 1892 das Gymnasium in Schweidnitz. Dort legte er 1898 sein Abitur ab. Anschließend studierte er Geschichte, Klassische Philologie, Philosophie und Nationalökonomie in München, Freiburg und Berlin. Zu seinen akademischen Lehrern gehörten Paul Scheffer-Boichorst, Heinrich Finke, Max Lenz und vor allem Michael Tangl. Er wurde bei Tangl über den spätmittelalterlichen Geschichtsschreiber Johann von Viktring promoviert. Nach seiner Promotion wurde er Mitarbeiter der Monumenta Germaniae Historica und arbeitete an der Edition von Johanns Liber certarum historiarum, die von ihm 1909 herausgegeben wurde. Im Juli 1904 wurde er Assistent am Preußischen Historischen Institut Rom und blieb dort bis 1914. Georg Küntzel holte ihn nach Frankfurt. Er habilitierte sich im Juni 1914 an der Universität Frankfurt am Main und wurde im selben Jahr Privatdozent. Vier Jahre später wurde er außerordentlicher Professor in Frankfurt. Ab 1923 war er dort als Nachfolger von Fritz Kern Lehrstuhlinhaber für mittelalterliche Geschichte. Eine Berufung nach Freiburg lehnte er 1930 ab. Zu seinen akademischen Schülern gehörte Manfred Krebs. Schneider verstarb 1932 im Alter von 52 Jahren. Sein Nachfolger in Frankfurt wurde zunächst Ernst Kantorowicz, der 1934 zwangsemeritiert wurde.
Schneiders Schwerpunkt war die Geschichte Italiens im Mittelalter und dabei vor allem die Toskana. Seine Forschungen führten ihn in alle wichtigen Archive und Bibliotheken Mittel- und Oberitaliens und ermöglichten ihm so eine intime Kenntnis der gedruckten und ungedruckten Überlieferung zur mittelalterlichen Geschichte Italiens. In Zusammenarbeit mit dem Preußischen Institut und dem Istituto Storico Italiano wurden die Regesta Chartarum Italiae initiiert. Im Rahmen dieser Reihe veröffentlichte Schneider während seiner Assistentenzeit in Rom 1907 das Regestum Volaterranum, die Regesten der Urkunden von Volterra (778–1303) und 1911 den ersten Band des Regestum Senense (Regesten der Urkunden von Siena). Mit seiner Studie Die Reichsverwaltung in Toscana. Von der Gründung des Langobardenreiches bis zum Ausgang der Staufer legte er ein grundlegendes Werk zur geschichtlichen Landeskunde, Verfassungs-, Verwaltungs- und Sozialgeschichte Italiens vor. Seine 1924 veröffentlichte Untersuchung Die Entstehung von Burg und Landgemeinde in Italien lieferte zahlreiche Untersuchungen zur historischen Geographie, zur Verfassungs- und Sozialgeschichte Italiens. In seinen letzten Jahren widmete er sich geistesgeschichtlichen Studien und veröffentlichte Rom und Romgedanke im Mittelalter. Mit seinem Tod kam die deutsche Toskanaforschung bis auf wenige Ausnahmen zu einem Stillstand. Erst in den sechziger Jahren des 20. Jahrhunderts wurden am Deutschen Historischen Institut in Rom neue Forschungsansätze angestoßen.

## Schriften (Auswahl)
Editionen
- Johannes von Viktring/Iohannisabbatis Victoriensis: Liber certarum historiarum (= Monumenta Germaniae Historica, Scriptores rerum Germanicarum in usum scholarum separatim editi. Bd. 36). 2 Bde., Hannover/Leipzig 1909–1910.

Monographien
- Die Reichsverwaltung in Toscana. Von der Gründung des Langobardenreiches bis zum Ausgang der Staufer (568–1268). Minerva-Verlag, Frankfurt am Main 1966 (Unveränderter Nachdruck der Ausgabe Rom 1914).
- Rom und Romgedanke im Mittelalter. Die geistigen Grundlagen der Renaissance. Drei Masken Verlag, München 1926.
- Die Entstehung von Burg und Landgemeinde in Italien. Studien zur historischen Geographie, Verfassungs- und Sozialgeschichte (= Abhandlungen zur mittleren und neueren Geschichte. Bd. 68). Rothschild, Berlin-Grunewald 1924.

Aufsätze
- Ausgewählte Aufsätze zur Geschichte und Diplomatik des Mittelalters. Vornehmlich in Italien. Mit einer Einführung von Gerd Tellenbach. Scientia Verlag, Aalen 1974, ISBN 3-511-10045-3.